# Radios públicas francófonas
Las radios públicas francófonas (en francés: Radios francophones publiques) es un grupo de estaciones de radio de habla francesa que comprenden Radio France, Radio-Canada, la Radio Télévision Suisse y Radio Télévision Belge de la Communauté Française.
Produce programas como L'actualité francophone (semanal), La librairie francophone (libros), entre otros.

## Historia
La Communauté des radios publiques de langue française (CRPLF) fue creada en 1955, convirtiéndose en Radios francophones publiques en 2002.